# أوماري تيترادزه
عمر تيترادزه، من مواليد 13 أكتوبر 1969 في فيلوسبيري في جورجيا، لاعب كرة قدم روسي سابق.
بدأ مسيرته الكروية مع نادي دينامو تبليسي في عام 1987، ولعب معهم حتى عام 1989، وشارك معهم في 24 مباراة، وفي عام 1990 انتقل إلى نادي ميرتسخالي أوزورغيتي، وفي عام 1991 انتقل إلى نادي دينامو موسكو، ولعب معهم حتى عام 1994، وشارك معهم في 101 مباراة وسجل 11 هدف، وفي موسم 1995/1996 انتقل إلى نادي ألانيا فلاديكافكاز، ولعب معهم 61 مباراة وسجل هدف واحد، وفي عام 1997 انتقل إلى نادي روما الإيطالي، ولعب معهم حتى عام 1999، وشارك معهم في 15 مباراة، وفي عام 1999 انتقل إلى نادي باوك اليوناني، ولعب معهم حتى عام 2001، وشارك معهم في 60 مباراة وسجل هدفين، وفي عام 2002 لعب مع نادي ألانيا فلاديكافكاز، وشارك معهم في 29 مباراة، وفي عام 2003 لعب مع نادي أنزهي ماخاتشاكالا، ولعب معهم 7 مباريات، وفي موسم 2004/2005 انتقل إلى نادي كريكلا سوفيتوف سامارا، ولعب معهم 26 مباراة.
و قد لعب مع منتخب اتحاد الدول المستقلة لكرة القدم في عام 1992 ثلاث مباريات، ولعب مع منتخب روسيا لكرة القدم بين عامي 1992 و2002، وشارك معهم في 37 مباراة دولية وسجل هدف واحد كان في كأس الأمم الأوروبية لكرة القدم 1996.
و هو الآن مساعد مدرب نادي كريكلا سوفيتوف سامارا.

## روابط خارجية
- أوماري تيترادزه على موقع الاتحاد الدولي (مؤرشف)  (الإنجليزية)
- أوماري تيترادزه على موقع قاعدة بيانات كرة القدم.إي يو (الإنجليزية)
- أوماري تيترادزه على موقع بيانات كرة القدم. دي إي (الألمانية)
- أوماري تيترادزه على موقع ناشيونال فوتبول تيمز (الإنجليزية)
- أوماري تيترادزه على موقع عالم كرة القدم.نت (الإنجليزية)